# Mehtar Lam
Mehterlam o Mehtar Lam és una ciutat de l'Afganistan capital del districte del mateix nom i de la província de Laghman. El districte el formen la ciutat de Mehtar Lam i 24 poblacions més amb 269 llogarets. El seu nom derivaria de Mihtarlam, pare (baba) del profeta Noè. El districte tñe una població de 121.000 habitants, sent el 60% paixtus i el 35% tadjiks. Al districte hi ha el riu Alingar. Ha estat damnada severament durant les guerres successives iniciades el 1979 i que segueixen.

## Nota
1. ↑  Wilson, Ariana Antiqua